# لا کانونجا
لا کانونجا (به اسپانیایی: La Canonja) یک منطقهٔ مسکونی در اسپانیا است که در تاراگونز واقع شده‌است. لا کانونجا ۷٫۳ کیلومتر مربع مساحت دارد ۴۶ متر بالاتر از سطح دریا واقع شده‌است.